# Kelly-Barnes-Dammbruch
Koordinaten: 34° 36′ 1″ N, 83° 21′ 44″ W

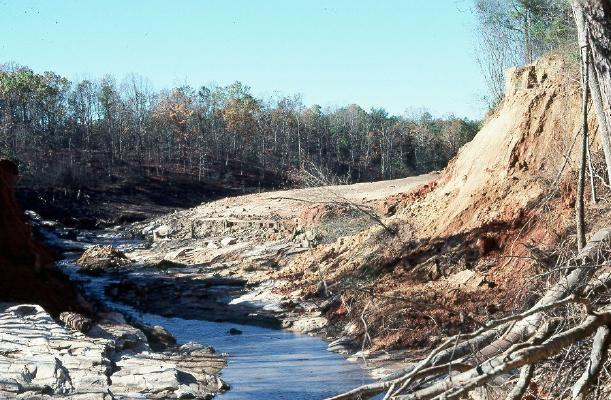
Blick durch die Bresche flussaufwärts

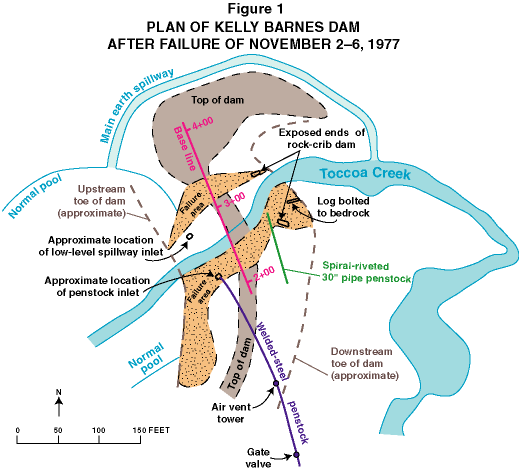
Plan des Damms nach der Katastrophe

Der Kelly-Barnes-Dammbruch im Jahr 1977 forderte 39 Menschenleben. Der Damm lag bei Toccoa im Stephens County, Georgia (USA).
Die Talsperre wurde 1899 ursprünglich mit einem „rock crib dam“ (Zellen mit Dammbalken aus Holz oder Beton, die mit Erde oder Felsgestein gefüllt sind) als Speicher eines kleinen Wasserkraftwerkes gebaut. 1937 brauchte das Toccoa Falls Bible Institute (das spätere Toccoa Falls College) eine verlässlichere Quelle für elektrischen Strom und baute einen größeren Erddamm an der Stelle des alten Damms. Der Staudamm wurde mehrmals erhöht, bis er 42 Fuß (ca. 13 m) über Gründungssohle maß. Durch diese Erweiterung konnte das Toccoa Falls Bible Institute bis 1957 mit Strom versorgt werden. Danach wurde das Kraftwerk stillgelegt und der See nur noch zur Freizeitgestaltung und Erholungsressource genutzt.
Am Sonntag, dem 6. November 1977 etwa um 1:30 Uhr nachts versagte der Kelly-Barnes-Staudamm nach starken Regenfällen. Die Flutwelle forderte 39 Todesopfer auf dem Campus des Toccoa Falls College und verursachte einen Sachschaden von damals 2,8 Millionen $. Eine eindeutige Ursache konnte im Untersuchungsbericht (siehe Weblink) nicht gefunden werden. Wahrscheinlich gab es an der steilen Luftseite eine Rutschung und Erosionen durch „Piping“ (Röhrenbildung im Boden), dann örtliches Einbrechen der Dammkrone, und fortschreitende Erosion bei Wassersättigung der luftseitigen Böschung. 
Die Talsperre wurde nicht wieder aufgebaut.